# Arches (Cantal)
Arches település Franciaországban, Cantal megyében. Lakosainak száma 203 fő (2022. január 1.). Arches Chalvignac, Jaleyrac, Sourniac, Veyrières, Neuvic és Sérandon községekkel határos.

## Népesség
A település népességének változása:
| Lakosok száma | 248  | 198  | 174  | 182  | 180  | 179  | 181  | 190  | 196  | 203  |
|               | 1968 | 1982 | 1990 | 2006 | 2013 | 2015 | 2017 | 2019 | 2020 | 2022 |